# Lisa Gaye
Lisa Gaye (Denver, 6 maart 1935 – Houston, 14 juli 2016) was een Amerikaans actrice, zangeres en danseres.
Ze werd geboren als Lezlie Gae Griffin in Denver, Colorado. Het gezin verhuisde van Denver naar Los Angeles in de jaren 1930 om dicht bij de zich ontwikkelende filmindustrie te wonen. Gaye's moeder, actrice Margaret Griffin, bepaalde voor Gaye en haar broers en zussen dat ze ook carrière gingen maken in de showbusiness. Deze ambitie werd gerealiseerd: Gaye's zussen Judith (Teala Loring) en Debrale (Debra Paget) en haar broer Frank (Ruell Shayne) gingen allen de cast of crew in. Ze maakte haar eerste professionele optreden op 7-jarige leeftijd. Ze begon met haar acteercarrière in 1954 (op 19-jarige leeftijd) en was een populaire hoofdrolspeelster in de jaren 50 en 60. Ze maakte 83 film- en televisie-optredens. Ze speelde samen met onder meer Dean Martin, Barbara Eden, Audie Murphy, Earl Barton en Bill Haley. Ze trok zich terug uit de showbusiness in 1970 om een gezin te stichten. Ze was gehuwd met Bently C. Ware in 1955 tot aan zijn dood in 1977 en kregen samen dochter Janell.
Gaye overleed op 81-jarige leeftijd en werd begraven aan de Houston National Cemetery.

## Filmografie (selectie)
- The Glenn Miller Story (1954)
- Hawaiian Nights (1954)
- Yankee Pasha (1954)
- Drums Across the River (1954)
- Magnificent Obsession (1954)
- Ain't Misbehavin' (1955)
- Rock Around The Clock (1956)
- Shake, Rattle and Rock (1956)
- Ten Thousand Bedrooms (1957)
- Night of Evil (1962)
- Face of Terror (1964)

### Televisie
- Cheyenne
- I Dream of Jeannie
- The Wild Wild West
- Perry Mason
- Death Valley Days
- The Mod Squad
- Get Smart
- The Time Tunnel
- The Flying Nun
- How to Marry a Millionaire
- Have Gun - Will Travel
- Bat Masterson
- Dead or Alive
- Wagon Train
- Tales of Wells Fargo
- Sea Hunt

- Gemeinsame Normdatei: 1283875500
- International Standard Name Identifier: 0000 0000 5226 8122
- Library of Congress Control Number: no89012882
- Virtual International Authority File: 6948592
- WorldCat: E39PBJkT77btX7HDJbFvbFdhHC